# Antonio Puig Planas
Antonio Puig Planas (Barcelona, 1924-Ibidem, 20 de noviembre de 2018) empresario español, perteneciente a la segunda generación de la familia fundadora del grupo empresarial Puig.

## Biografía

### Formación y trabajo en Puig
Hijo de Antonio Puig Castelló, fundador de la empresa Puig. En los años cuarenta la compañía inició su primer relevo generacional. Tras concluir sus estudios en ingeniería industrial, se incorporó en los años 1940 junto con sus tres hermanos a la empresa. Antonio (que era el hermano mayor) se hizo cargo de la perfumería junto con su hermano Mariano, mientras que José María se ocupó de la diversificación y Enric (fallecido en 2008) de las relaciones institucionales.
Casado con María Soledad Rocha y padre de Manuel Puig, fue el artífice de la introducción del diseño industrial en la compañía y acompañó a su hermano Mariano en el impulso internacional de la misma. En 1975 participó en la fundación de los Laboratorios ISDIN, empresa de dermofarmacia de la cual fue consejero durante más de 25 años.

### Sus aficiones, pintura y escritura
Durante toda su vida, conjugó su actividad empresarial con su pasión por la escritura y la pintura. En su juventud se aficionó a la pintura. Su obra evoluciona desde el fauvismo al cubismo, interesándose principalmente por el retrato y los paisajes naturales. En la década de 1950 pintó retratos fauves, en los años sesenta paisajes cubistas y a partir de 1970, cuando se instaló en el estudio de Calella de Palafrugell, composiciones cubistas, las casas del pueblo y vistas de la playa. Posteriormente hizo retratos y figuras en su estudio de Barcelona. En el 2000 expuso cincuenta de sus cuadros en la galería Artur Ramon de Barcelona. Ha publicado tres libros.
Perteneció a la junta directiva de Òmnium Cultural desde los inicios hasta el 1977, y fue nombrado socio de honor en 1984. Entre 1965 y 1967 fue vocal del Círculo de Economía.

## Premios
- Cruz de Sant Jordi (1987)
- Premio Trayectoria Profesional, del Colegio de Ingenieros Industriales de Cataluña (2010)